# Сімферопольська дівоча караїмська школа імені Е. Ч. Коген
Сімферопольська дівоча караїмська школа імені Е. Ч. Коген — приватне безкоштовне караїмське училище 3-го розряду, відкрите 19 (31) січня 1892 р. Ініціатором створення був караїмський просвітитель і педагог Ілля Казас.

## Історія
Школа була відкрита в 1892 р. в Сімферополі з ініціативи караїмського просвітника І. Казаса. Завідуюча — Ганна Іллівна Казас, дочка І. Казаса. Згодом, у зв'язку зі шлюбом (з гевіром харківської караїмської громади М. Кальфом), Ганна Казас переїхала до Харкова, а на її місце в 1893 р. завідуючої школою вступила випускниця Сімферопольської жіночої казенної гімназії Султан (Софія) Сараф. Ця школа стала зразком для створення жіночих караїмських шкіл в інших містах Криму.
Школа була приватною, але безкоштовною, і утримувалася на кошти завідуючої Султан Сараф, субсидій від міста (зокрема, від Сімферопольської міської управи) в розмірі 100—150 руб., добровільних внесків від караїмського благодійного товариства, пожертвувань приватних осіб, а також на кошти від щорічних благодійних вечорів.
У Сімферопольську дівочу караїмську школу імені Е. Ч. Коген приймалися дівчатка караїмського віросповідання всіх станів. За статутом школи, до цього навчального закладу могло бути прийнято до 40 учениць, у віці від 7 до 11 років. Так, в 1892 р. в школі навчалася 31 дівчинка; в 1897 р. — 25; в 1898 р. — 25; в 1899 р. — 22; в 1900 р. — 28; в 1910 р. — 26 дівчаток. Крім караїмського віровчення, вихованок навчали російської мови, історії, географії, математики, креслення, малювання, рукоділля.
З 1892 по 1894 рр. курс караїмського віровчення читав Ілля Казас. З 1900 р в школі працювали учитель співу і дві вчительки «з предметів»; з 1892 р і протягом 25 років в ній працювала Рахіль (Раїса) Хаджі, випускниця Сімферопольської жіночої казенної гімназії. З початку 1900-х рр. Рахіль Хаджі стала завідувати школою і викладати в ній всі предмети сама. Через її руки пройшли десятки учениць. За десятиліття учительській роботи вона була нагороджена нагрудною «Золотою медаллю».
У 1902 року на спорудження будівлі сімферопольського караїмського жіночого безкоштовного училища вдова київського купця Естер Коген пожертвувала сімферопольському караїмському благодійному товариству 15 тис. руб. з умовою найменування школи Когенівською. Ймовірно, з цього часу школа переїхала в будинок по вул. Кантарній, 13 (нині вул. Чехова), що належав місцевому караїмському благодійному товариству.
Сімферопольська дівоча караїмська школа була ліквідована місцевою більшовицькою владою в 1924 р.

## Викладацький персонал

### Утримувачки училища
- 1892–1893 — Ганна Іллівна Казас
- 1893–1902 — Султан (Софія) Сараф
- 1902–1924 — Рахіль (Раїса) Хаджі

### Учительки
- Емілія Коген
- Марія Майкапар
- Розалія Марголіна
- Марія Перепеліцина
- Євдокія Ростовцева
- Бічі Султанська
- Марьям Шапшал

### Книжники
- Ілля Казас
- Шаббетай Койчи
- Бераха Харченко
- Йосип Кефелі
- Рафаїл Кальфа
- Борис Єльяшевич
- Ісаак Ормелі